# قول (فیلم ۱۹۶۲)
قول (به پرتغالی: O Pagador de Promessas) فیلمی به کارگردانی آنسلمو دوراتچی است که در سال ۱۹۶۲ منتشر شده و در همین سال برنده نخل طلایی جشنواره فیلم کن شده است.